# MechAssault 2: Lone Wolf
Mechassault 2: Lone Wolf est un jeu d'action pour la console Xbox.

## Système de jeu
Le but du jeu consiste à piloter des robots de guerre géants, communément appelés "Mechs".

## Trame
Le major Natalia, le lieutenant Foster et vous-même vous vous retrouvez sur la planète Dante où le lieutenant Foster a construit une nouvelle arme qui va changer le cours de la guerre. Cette arme se nomme "la Battle Armor" et elle a été faite à partir d'un noyau de données trouvé dans la carcasse d'un Mech sur Élios. Grâce à cette arme, vous devez mettre les plans du Word of Blake à l'eau, mais ce ne sera pas de tout repos, car le word of blake a beaucoup d'effectif comparé à vous. Par rapport à son prédécesseur, MechAssault, Mechassault 2 : Lone Wolf permet de se déplacer à pied et ainsi pouvoir prendre un autre mech quand le sien est endommagé et qu'il n'y a pas de matériel de récupération pour pouvoir se régénérer à proximité.

## Accueil
- Jeuxvideo.com : 16/20[1]